# Un ours et deux amants
Pour plus de détails, voir Fiche technique et Distribution.
Un ours et deux amants (Two Lovers and a Bear) est un film canadien réalisé par Kim Nguyen, sorti en 2016. Le film est présenté à la Quinzaine des réalisateurs au Festival de Cannes 2016.

## Synopsis
Le film suit la vie de Roman et Lucy, deux jeunes dans les vingtaine, menant une vie difficile dans la petite communauté gelée d'Apex, située au Nunavut au Canada. Ils sont amoureux, mais Lucy dit à Roman qu'elle doit partir car un harceleur du village l'a suivie. Roman répond que lui ne peut pas partir ni retourner dans le sud à cause des événements sombres dans son propre passé. Il tente de la convaincre de partir sans lui, et est même poussé à la limite de son désir de suicide.
Roman peut parler aux ours que lui seul, visiblement, peut entendre lui répondre. Cependant, un véritable ours polaire qui lui parle de la vie, fait plusieurs apparitions dans l'histoire du film. Lors de leur voyage en motoneige vers le sud, ils sont avertis d'un blizzard, mais ils se réfugient dans une base militaire abandonnée au lieu de faire demi-tour au village. Lucy en vient à croire que son agresseur les a suivis jusque-là. Pendant son sommeil, elle découvre que le harceleur est dans son esprit, c'est son père abusif mort. Roman brûle la base militaire afin de prouver que son père est mort pour toujours et qu'il ne peut plus la suivre.
Cherchant un abri dans une grotte de neige pendant leur voyage de retour, Roman et Lucy parlent d'un troupeau de caribous qu'ils ont trouvé gelé dans un lac plus tôt dans leur voyage. Ils comparent leur vie à celle de ces animaux qui se noient tous, menés sur un mauvais chemin et incapables d'en sortir. Alors que les amoureux commencent de plus en plus à succomber à la température intense, l'ours polaire apparaît à nouveau, révélant qu'il est Dieu et promettant à Roman que lui et Lucy se reverront. 
La scène finale montre les corps gelés de deux amoureux, désormais sans vie, dégagés de la neige et emportés par un hélicoptère.

## Fiche technique
Source : IMDb et Films du Québec
|                                                                               |  |  |
| Les acteurs Dane DeHaan et Tatiana Maslany interprètent les rôles principaux. |  |  |

- Titre original : Two Lovers and a Bear
- Titre français : Un ours et deux amants
- Réalisation : Kim Nguyen
- Scénario : Kim Nguyen
- Musique : Jesse Zubot (en)
- Direction artistique : Emmanuel Fréchette (en)
- Costumes : Judy Jonker
- Maquillage : Kathryn Casault
- Coiffure : André Duval
- Photographie : Nicolas Bolduc (en)
- Son : Claude La Haye (en), Claude Beaugrand, Bernard Gariépy Strobl
- Montage : Richard Comeau
- Production : Roger Frappier
- Coproduction : Jonathan Bronfman, Ellen Hamilton
- Sociétés de production : Max Films, JoBro Productions, North Creative Films
- Sociétés de distribution : Les Films Séville (Entertainment One), TAJJ Media, TF1 International (International)
- Budget : 8,8 millions $ CA
- Pays de production :  Canada
- Tournage : mars 2015 à Timmins (Ontario) et Iqaluit au Nunavut ainsi qu'à Carp (Diefenbunker)
- Langue originale : anglais
- Format : couleur — format d'image : 2,35:1
- Genre : drame psychologique
- Durée : 96 minutes
- Dates de sortie :
  - Canada : 19 mai 2016 (première à la Quinzaine des réalisateurs au Festival de Cannes 2016)
  - Canada : 9 septembre 2016 (première canadienne au Festival international du film de Toronto)
  - Canada : 7 octobre 2016 (sortie en salle au Québec)
  - Canada : 7 février 2016 (DVD)
- Classification :
  - Québec : 13 ans et plus[2]

## Distribution
- Tatiana Maslany : Lucy
- Dane DeHaan : Roman
- Gordon Pinsent : la voix de l'ours
- John Ralston : le père de Lucy
- Kakki Peter : John Tovok, policier
- Johnny Issaluk (en) : Charlie
- Joel Gagné : chasseur américain
- Joseph Nakogee : Peter, le caissier du magasin
- Jennifer Soucie : Johanna
- Yvonne E. Davidson : Emma
- Chip Chuipka : barman
- Joshua Donald Lamb : employé d'aéroport
- Justin Edward Seale : employé d'aéroport
- Denis Lapalme (en) : homme amputé
- Vinnie Karetak : pilote d'avion Twin Otter
- Phoenix Wilson : enfant qui joue au hockey
- Anubha Momin : préposée de la compagnie aérienne
- Marie Belleau : amie de Lucy
- Janet Hilliard : coroner
- Joshua Qaumariaq : chanteur à la soirée d'anniversaire
- Stephen Saarien : passager de l'avion
- Donno Mitoma : passager du taxi de Lucy

Après le générique et les crédits à la fin du film, cette citation apparaît : 

« Les règles du temps ne s'appliquent pas ici, le temps se dilate, puis se contracte, tout en accord avec les cordes du cœur »

— Haruki Murakami
« Un mélange des genres et des styles qui déstabilise de prime abord, mais qui parvient dans sa seconde partie à trouver un rythme propre situé quelque part entre réalité et fantasme et à déployer une palette unique, doucement teintée d’amertume et de noirceur. Converti à l’abstraction, Two Lovers and a Bear arrive alors à accompagner ses comédiens vers une finale indubitable, presque naturelle, offrant au spectateur une poignante illustration de la chimie fusionnelle unissant à jamais ce les amants sacrifiés. Immergé dans les splendides étendues glacées, que la direction photo de Nicolas Bolduc magnifie comme personne, ce sixième long métrage de Kim Nguyen laisse la place à une fable moderne sur la passion, qui, malgré sa déroutante alchimie et bien qu’un peu trop transparent dans les portraits troubles de ses protagonistes, possède du début à la fin un souffle tragique qui résonne encore longtemps après la sortie de la salle. »

## Production

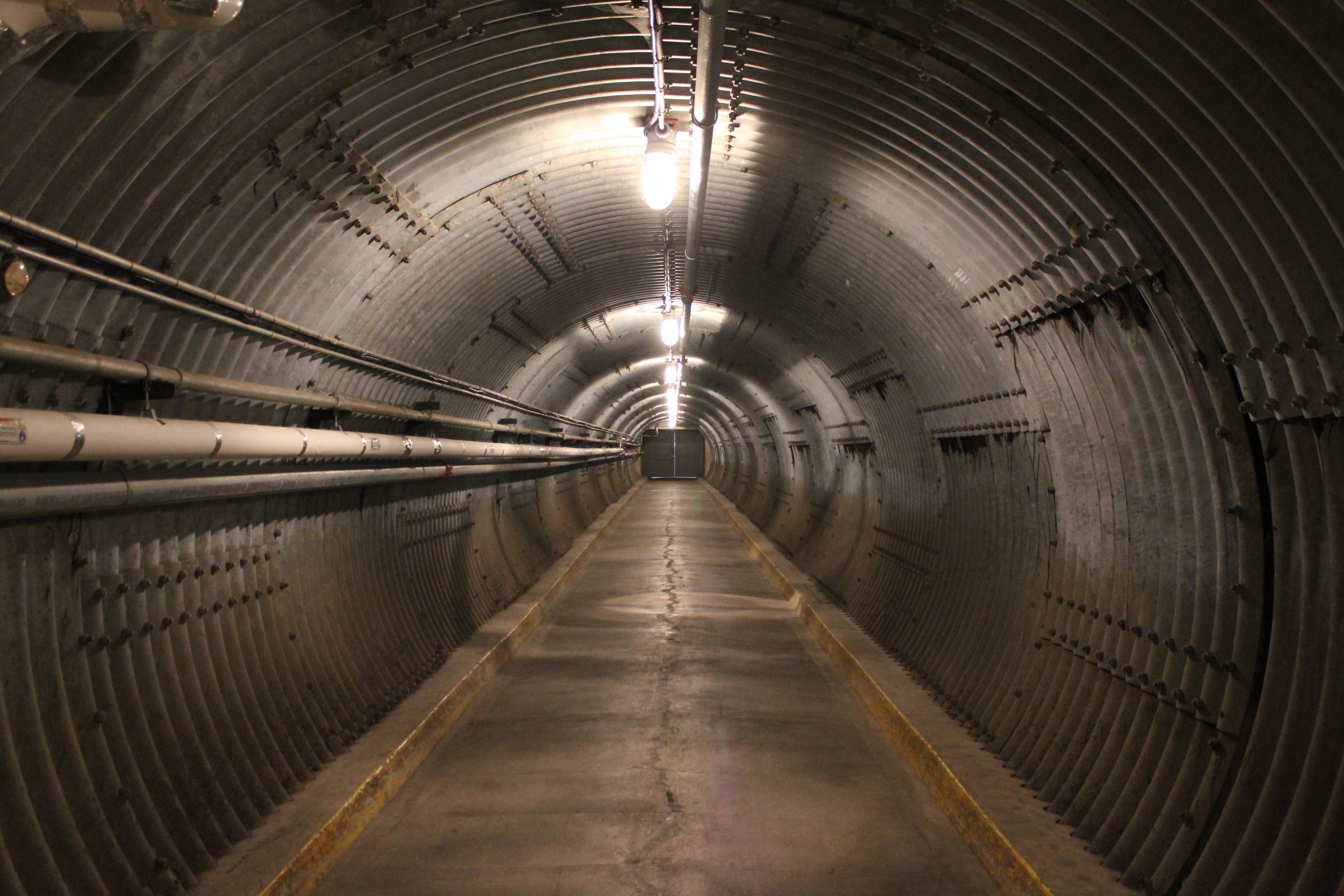
Le tunnel d'entrée du Diefenbunker, visible dans le film.

Le film a été tourné en Ontario à Ottawa et Timmins et au Nunavut à Iqaluit, dans la petite communauté d'Apex du 15 mars au 23 avril 2015. Le budget du film est de CAD $ 8.2 Millions.
Plus de 100 personnes du Nunavut ont participé à la réalisation du film, apportant leur aide pour tout ce qui concerne les acteurs et les techniciens de motoneiges, le tournage ou le fonctionnement de la caméra, a déclaré Ellen Hamilton, coproductrice du film pour le Nunavut. Selon elle, le tournage du film a été comme une classe de maître pour l'équipe du Nunavut, qui a eu l'occasion de travailler côte à côte avec des maîtres de l'industrie.
Les scènes du bunker ont été prises à Carp en Ontario dans le Diefenbunker qui est actuellement musée de la Guerre froide.

## Distinctions

### Récompenses
- 19e gala Québec Cinéma - 2017
  - Prix Iris du meilleur montage : Richard Comeau
  - Prix Iris du meilleur son : Claude La Haye (en), Claude Beaugrand, Bernard Gariépy Strobl
- 5e prix Écrans canadiens - 2017
  - Meilleure direction artistique : Emmanuel Fréchette (en)
  - Meilleur montage : Richard Comeau

### Nominations
- 19e gala Québec Cinéma - 2017
  - Prix Iris du meilleur film : Roger Frappier (Max Films), Jonathan Bronfman (JoBro Productions), Ellen Hamilton (North Creative Films)
  - Prix Iris de la meilleure réalisation : Kim Nguyen
  - Prix Iris du meilleur scénario : Kim Nguyen
  - Prix Iris de la meilleure actrice : Tatiana Maslany pour son rôle de Lucy
  - Prix Iris du meilleur acteur : Dane DeHaan pour son rôle de Roman
  - Prix Iris de la révélation de l'année : Kakki Peter pour son rôle du policier John Tovok
  - Prix Iris de la meilleure distribution des rôles : Lucie Robitaille (Casting Lucie Robitaille) et Heidi Levitt
  - Prix Iris de la meilleure direction de la photographie : Nicolas Bolduc (en)
  - Prix Iris des meilleurs effets visuels : Daniel Lavoie, André Montambeault et Laurent Spillemaecker
  - Prix Iris du film s'étant le plus illustré à l'extérieur du Québec : Kim Nguyen, Roger Frappier (Max Films), Jonathan Bronfman (JoBro Productions), Ellen Hamilton (North Creative Films)
- 5e prix Écrans canadiens - 2017
  - Meilleure musique originale : Jesse Zubot (en)
  - Meilleur maquillage : Kathryn Casault
- Prix ACTRA Toronto 2017 : Performance féminine exceptionnelle : Tatiana Maslany